# Steve Harvey
Steve Harvey, all’anagrafe Broderick Stephen Harvey (Welch, 17 gennaio 1957), è un conduttore televisivo, produttore televisivo, conduttore radiofonico e attore statunitense.
È noto soprattutto come conduttore del programma radiofonico The Steve Harvey Morning Show e delle trasmissioni televisive Steve Harvey, Family Feud e Little Big Shots. In precedenza ha fatto parte dell'omonimo show e del reality Showtime at the Apollo, nonché del film The Original Kings of Comedy. Nel corso della sua carriera è stato tre volte vincitore del Daytime Emmy Award ed ha ricevuto il premio NAACP Image Award in quattordici occasioni.

## Biografia
Harvey nacque il 17 gennaio 1957 a Welch, nella Virginia Occidentale, figlio del minatore Jesse Harvey e della casalinga Eloise Vera. Fu chiamato Broderick in omaggio di Broderick Crawford, noto per la serie televisiva La pattuglia della strada. La famiglia si spostò successivamente nella East 112th Street di Cleveland, rinominata Steve Harvey Way nel 2015. Si diplomò dalla Glenville High School nel 1974, per poi frequentare la Kent State University e la West Virginia University, dove fu membro della confraternita Omega Psi Phi. Nel corso della sua gioventù svolse le professioni di pugile, agente di assicurazione, pulitore di tappeti e postino.
Si stima che il suo reddito annuo per la conduzione del suo programma televisivo ammonti a 40 milioni di dollari, diventando così uno dei volti televisivi più influenti d'America.

## Filmografia parziale

### Attore
Cinema
- The Original Kings of Comedy, regia di Spike Lee (2000)
- The Fighting Temptations, regia di Jonathan Lynn (2003)
- Fidanzata in prestito (Love Don't Cost a Thing), regia di Troy Beyer (2003)
- Johnson Family Vacation, regia di Christopher Erskin (2004)
- SDF Street Dance Fighters (You Got Served), regia di Chris Stokes (2004)
- Madea Goes to Jail, regia di Tyler Perry (2009)
- Think Like a Man, regia di Tim Story (2012)

Televisione
- Tutto in famiglia (My Wife and Kids) - serie TV, 1 episodio (2002)
- Me and the Boys - serie TV, 19 episodi (1994) - (1995)

### Doppiatore
Cinema
- Striscia, una zebra alla riscossa (Racing Stripes), regia di Frederik Du Chau (2005)

### Conduttore
Televisione
- Family Feud (2010-in corso)
- Celebrity Family Feud (2015-in corso)
- Miss Universo (2015-in corso)
- Little Big Shots (2016-in corso)
- Showtime at the Apollo (2018-in corso)